# 华东剿匪
华东剿匪是1949年至1953年間，中国人民解放军华东军区和第三野战军所属部队在华东地区的山东、浙江、福建、江苏、安徽和上海與反共武裝进行的作战。中共方面表示消滅了在福建北部地区活動的“中华民族自救军闽北总指挥部”，浙江、苏南、皖北等地区也消滅“国防部第三纵队”、“苏皖军区第三纵队”等反共武裝。1950年11月，毛泽东命令位於福建的軍隊推迟攻打金门，先將福建境內的「匪」剿滅。之後中共先后死灭了“福建人民反共救国军第八纵队”、“闽浙赣边区民众自卫总队”等反共武裝。截至1951年6月，中共表示在华东地区消滅反共武裝11.45万多人。截至1953年底，中共方面表示在华东地区
消滅24.6万余人，缴获各种炮400余门、各种枪11.2万余支。